# Шилла
Шилла (итал. Scilla) — коммуна в Италии, располагается в регионе Калабрия, подчиняется административному центру метропольный город Реджо-ди-Калабрия.
По данным на сентябрь 2017 года население составляет 4895 человек, плотность населения — 120 чел./км². Занимает площадь 43,68 км². 
Почтовый индекс — 89058. Телефонный код — 0965.
Покровителем населённого пункта считается святой Рох. Праздник ежегодно празднуется 16 августа.

## История
Первые упоминания о поселении относятся к V веку до н. э, когда на этом месте появился приморский укреплённый город Скиллей (Сциллей, Скиллайон, др.-греч. Σκύλλαιον, лат. Scyllaeum), основанный Анаксилаем, тираном древнего важного города Регий на мысе того же имени в Бруттии для защиты Регия от морских разбойников.